# Gravimetria

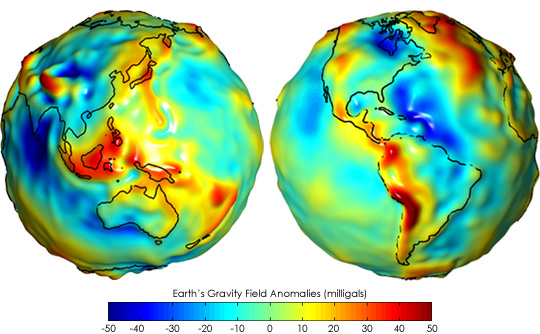
Representação gráfica das anomalias de gravidade.

A gravimetria é o estudo da intensidade e variação do campo gravitacional da Terra ao redor do globo. Esse método possui grande importância à medida que os materiais que geram esse campo são objetos de interesse, como frequentemente ocorre na Geofísica.
O método gravimétrico tem como base a Lei da Gravitação Universal, desenvolvida por Isaac Newton, a qual mostra que a força de atração F entre duas massas, M1 e M2 , que possuem distância r entre elas é obtida por :
{\displaystyle F\ =\ {\frac {G\times M1\times M2}{r^{2}}}}
Onde G é a constante gravitacional igual a 6,67 x 10-11 m3 kg-1 s-2.

## Unidades
A gravidade normalmente é medida em unidades de aceleração. No sistema de unidades S.I., a medida de aceleração padrão é igual a 1 metro por segundo ao quadrado (abreviado como m/s2). O valor da aceleração da gravidade na superfície terrestre é cerca de 9,8 m/s². As variações de gravidade geradas por diferenças de densidade na superfície terrestre são da ordem de 100 mm/s².  Assim, a unidade de micrômetro por segundo é conhecida como unidade gravimétrica - gravity unity (gu). A unidade do Sistema CGS de unidades para a gravidade é o miligal (homenagem a Galileu Galilei), que equivale a 10 gu.

## História
A gravidade começou a ser explorada por Galileu Galilei em 1589, quando do alto da torre de Pisa começou a estudar como o peso dos objetos interferia na sua velocidade ao cair.
Pierre Bouguer, em suas expedições para Lapland, Peru e Equador, entre 1735 e 1745, teve a oportunidade de estabelecer relações gravitacionais básicas, incluindo as variações de gravidade com mudanças de elevação e latitude, além da atração horizontal devido as montanhas e a densidade da Terra.
O britânico Henry Kater, em 1817, introduziu o pêndulo composto com centros fixos de oscilação e suspensão, que se tornou uma das ferramentas mais importantes para a investigação da gravidade por mais de um século.
F.A. Vening Meinesz, em 1932, mediu a gravidade com pêndulos a bordo de um submarino holandês e demonstrou as variações da gravidade ao longo de várias áreas do oceano.
A segunda metade dos anos 1920s mostrou-se com intensas pesquisas sobre gravidade com a Balança de torção.
No final da década de 1930 e início da década de 1940, gravímetros se tornaram mais estáveis e convenientes do que as antigamente utilizadas balanças de torção, com grandes contribuições do físico Lucien La Coste e Arnold Romberg, inventores do gravímetro moderno. Com o tempo eles passaram a ser melhor desenvolvidos e adaptados para diversos tipos de medições, como debaixo d’água e em aeronaves/embarcações em movimento.
Os instrumentos para medição da gravidade absoluta no campo eram originalmente volumosos, caros e de leitura lenta. Os avanços tecnológicos e computacionais aumentaram consideravelmente a capacidade de interpretação e obtenção de dados gravimétricos.

## Prospecção gravimétrica e utilizações na geologia
A prospecção gravimétrica (tipo de Prospecção geofísica) consiste na medida da variação do campo gravitacional em subsuperfície utilizada para fins de exploração e levantamentos geológicos/geofísicos. É um método de fonte natural, no qual a variação local de densidade das rochas causam pequenas mudanças no campo gravitacional da Terra em uma determinada área. Possui o objetivo de identificar anomalias positivas ou negativas, que significam um excesso ou deficiência de massa, respectivamente. Essa metodologia é utilizada para rochas na região da crosta terrestre, mais próximas da superfície.
Os estudos de gravidade são bastante usados na investigação de estruturas geológicas de grande e média escalas.
As anomalias gravimétricas podem evidenciar formas de intrusões ígneas. Por exemplo, levantamentos gravimétricos no sudoeste da Inglaterra levaram a proposição de um batólito contínuo de 10 a 15 km de espessura. Assim como também são usados para identificação e interpretação de bacias sedimentares e seus mecanismos de formação.
Os primeiros levantamentos marinhos indicavam grandes anomalias gravimétricas associadas a arco de ilhas e fossas oceânicas.
O método gravimétrico já foi muito utilizado pela indústria petrolífera para identificação de possíveis trapas de hidrocarbonetos, mas o avanço em eficiência e tecnologia de levantamentos sísmicos levou ao fim dos levantamentos gravimétricos como ferramenta primária na exploração.
Por fim, os levantamentos em questão também podem ser usados para investigações hidrogeológicas, determinando a geometria de potenciais aquíferos.
Portanto, a prospecção gravimétrica, no que tange a área da Geologia,  é feita para a investigação de subsuperfície,baseando-se nas variações do campo gravitacional terrestre causadas pelas diferenças de densidade entre as rochas.

## Potencial gravitacional
Para realizar a medição de um vetor é preciso que sejam medidos seu módulo, direção e sentido. Essa não é uma tarefa simples e para contornar a dificuldade o que se faz é medir o potencial gravitacional. Como os campos gravitacionais são campos conservativos, o potencial em uma direção r depende da força F nessa direção dividida pela massa, o que se relaciona diretamente com a aceleração da gravidade. A equação para o potencial gravitacional se dá da seguinte maneira:
{\displaystyle U\left({\overrightarrow {r}}\right)=\int _{\propto }^{r}{\overrightarrow {g}}\cdot d.{\overrightarrow {r}}}
ela determina o trabalho realizado ao mover uma massa do infinito, por qualquer caminho, para um ponto a uma distância r do centro de massa que produz o campo gravitacional. Na forma escalar temos que:
{\displaystyle U\left({\overrightarrow {r}}\right)=\gamma \int _{\propto }^{r}m\ {\frac {1}{r^{2}}}\cdot dr\ =\ \gamma \ {\frac {m}{r}}}
A partir do potencial calculado através dessa equação, na qual γ é a constante universal gravitacional, é possível obter o valor da gravidade através da relação:
{\displaystyle {\text{𝛁}}U\left(r\right)\ =\ -{\vec {g\ }}\left(r\right){\text{𝛁}}}
Apesar de ser uma medida indireta do valor da gravidade, os resultados obtidos através desse método são satisfatórios e não prejudicam o estudo gravimétrico.

## Campo gravitacional terrestre
Campo gravitacional é formado pelos valores da aceleração da gravidade em infinitos pontos ao redor do globo e, devido a diversas variáveis, como a latitude, ele não é constante ao longo da superfície terrestre. Alguns outros fatores influenciadores na variação do campo gravitacional são: elevação do ponto até o centro de massa da Terra, topografia, o local com irregularidades marcantes, marés  terrestres evidenciando ação de outros corpos como a Lua e a densidade dos materiais rochosos.
Sobre a Latitude, a aceleração da gravidade é maior em regiões polares, a Terra é achatada nos polos e alargada na região equatorial, logo, o raio(geometria é menor em latitudes maiores gerando uma gravidade superior. Além disso, a aceleração “centrífuga” provocada pelo movimento de rotação da Terra corrobora com a diferença. Média da aceleração da gravidade nos polos é 9,83 m/s2, enquanto no equador é 9,78 m/s2.
Em relação a elevação do ponto até o centro da Terra (cota), a gravidade será menor quanto maior for a elevação, ou seja, regiões muito altas topograficamente terão uma gravidade menor. Sobre a Topografia local, presença de altos (montanhas) e baixos(vales) propiciam um excesso ou falta de massa próximo, o que interfere na gravidade.  As Marés Terrestres, que representam a influência direta da lua no campo gravitacional da Terra, em momentos aumentando e em outros diminuindo. Por fim, a densidade das rochas, interesse principal da gravimetria, interfere positivamente (materiais densos) ou negativamente (materiais menos densos) na gravidade em determinado ponto.
Analisando a variação do campo, existem dois principais modelos do campo gravitacional, primeiro mais teórico chamado esferóide de referência (elipsoide de referência) e o segundo denominado geoide.

### Correções necessárias
Os valores obtidos durante trabalhos de campo desenvolvidos em uma determinada região são influenciados pelos fatores já citados. Para que eles possam ser utilizados de maneira adequada é preciso que eles sejam corrigidos.[carece de fontes?]

#### Correções de latitude
Para fazer a correção de latitude utiliza-se a seguinte equação:
Δ𝑔𝐿/Δ𝑠 = 
= 0.811sin 2𝜙𝑚𝐺𝑎𝑙/𝑘𝑚
em que Δs = distância horizontal N-S = RT Δϕ, sendo RT o raio da Terra.
A correção é máxima quando na latitude de 45° e é zero no equador e nos polos. A medida em que se move em direção ao equador se adiciona a correção a g.

#### Correções de Ar-Livre
Como a gravidade varia de maneira inversamente proporcional ao quadrado da distância, é necessário que se faça a correção de Ar-Livre devido às variações na elevação entre estações para levar as leituras de campo para uma superfície de Datum. Esta correção não leva em consideração os materiais entre as estações e a superfície de Datum. Ela é obtida ao se derivar a equação da aceleração da gravidade:
Δ𝑔𝐹𝐴/Δ𝑅 = 2𝛾𝑀𝑇/𝑅𝑇3  = 2𝑔/𝑅𝑇
=0.3086.h 𝑚𝐺𝑎𝑙/𝑚
em que o h é a distância na vertical entre o ponto medido e o datum. A correção de Ar-Livre é adicionada às leituras de campo quando a estação se localiza acima do Datum de referência e é subtraída quando abaixo.

#### Correção de Bouguer
Refere-se à atração do material entre a superfície de Datum e a estação que foi ignorada na correção de Ar-livre. Caso a estação estivesse localizada no centro de um platô de grande extensão horizontal, com densidade e espessura relativamente constantes, a leitura de gravidade seria aumentada devido à atração dessa “chapa” entre a estação e o Datum. A seguinte equação nos dá o valor da correção:
Δ𝑔𝐵/Δ𝑅 = 2𝜋𝛾𝜌 
=0.04192𝜌.Δh 𝑚𝐺𝑎𝑙/𝑚
na qual ρ é a densidade da “chapa” em g/cm3 e Δh a diferença horizontal do datum até o ponto medido. Assumindo uma densidade média para rochas crustais de 2.67 g/cm3, obtêm-se o valor de 0.112 mGal/m. Essa correção é aplicada de maneira inversa à correção de Ar-Livre, ou seja, ela é subtraída quando a estação está acima do Datum e adicionada quando ela se encontra abaixo.

#### Correção de terreno
A correção de terreno permite que haja irregularidades na superfície próxima à estação. Caso haja morros ou montanhas próximos, elas exercem uma força de atração para cima no gravímetro, ao mesmo tempo em que vales nas redondezas da estação falham ao tentar exercer uma força de atração para baixo na mesma. Isso implica que os dois tipos de variação topográficas agem da mesma forma sobre o gravímetro e a correção de Terreno é sempre adicionada à medição da estação.
Para realizar essa correção são necessários mapas topográficos precisos. Divide-se a área em compartimentos – setores e compara-se a média das elevações do setor com a elevação da estação. A correção de Terreno ΔgT é a soma da contribuição de todos os setores.

#### Correções de maré terrestre edriftinstrumental
Para fazer leituras nas estações utiliza-se geralmente 1 ou 2 gravímetros, especialmente para áreas mais extensas. Num trabalho com medições ao longo de alguns dias é possível notar que há variações nas medições não apenas devido ao próprio gravímetro mas também devido à variações na máre terrestre. Logo, é necessário que sejam feitas correções de Maré Terrestre e de Drift Instrumental. É necessário estabelecer uma curva de variação das leituras feitas para saber como está variando a maré terrestre e o instrumento ao longo do dia e poder aplicar as correções necessárias, a fim de comparar as leituras feitas com a curva de variação.

## Instrumentos gravimétricos
Existem duas metodologias principais para adquirir a aceleração da gravidade, o primeiro consiste na medição absoluta enquanto a segunda na medição relativa, essa última fundamenta-se em conseguir a aceleração da gravidade por meio da diferença da mesma em dois pontos conhecidos, enquanto a absoluta é o dado direto em determinado local.
A medida absoluta utiliza a queda de corpos mediante a anotação das distâncias e tempos, com base na lei de newton, desse modo, a precisão é considerada baixa. Ademais, também é possível utilizar um pêndulo sabendo o momento do sistema pêndulo (I), massa (m), comprimento (L) e período das oscilações (T).   Todavia, é necessário muitas oscilações para adquirir uma precisão aceitável, desse modo, é trabalhoso e difícil utilizá-lo.
Queda de corpo:
{\displaystyle g={\frac {2\times \left(d2\times t1\ -\ d1\times t2\right)}{\left(t2-t1\right)\times t2\times t1}}}
pêndulo:
{\displaystyle g={\frac {4\times \pi \times I}{T^{2}\times m\times L}}}
A medida relativa utiliza dois equipamento, um deles é chamado de balança de torção, atualmente considerado arcaico, e o gravímetro, aparelho utilizado atualmente para prospecção gravimétrica.
A balança de torção, método utilizado antigamente para a prospecção de petróleo, possui duas massas iguais equilibradas e separadas a uma distância conhecida. O funcionamento consiste basicamente em quantificar a alteração no equilíbrio dessas barras ocasionado pela variação lateral do campo gravitacional provocado por alterações na densidade dos materiais próximos. Desse modo, consegue-se o gradiente horizontal que é utilizado para determinar a curvatura diferencial do campo gravimétrico, a qual possibilita verificar a variação da gravidade de um ponto ao outro
O gravímetro utiliza-se pequenos pesos suportados por molas/hastes giratórias que oscilam devido à diferença da aceleração da gravidade entre dois locais, logo, conhecendo a oscilação e as características dos pesos, molas e haste, é possível calcular a variação lateral da gravidade. Existem gravímetro estáveis e instáveis, todavia, atualmente, apenas o instáveis são utilizados para prospecção, são eles o Wordn e o LaCoste-Romberg. Ademais, há gravímetros com tecnologia analógica e digital, sendo o último mais empregado hoje em dia pela precisão mais acurada e praticidade maior, bem como os aéreos, marítimos ou terrestres, cada um com precisão diferente.
A maioria dos gravímetros relativos modernos possuem molas de quartzo especialmente fabricadas para sustentar a massa de prova. Essas molas são chamadas de molas de "comprimento-zero" e não obedecem a Lei de Hooke. Em vez disso, ela é pré-tensionada pelo fabricante, fazendo com que a força seja proporcional ao seu comprimento.
Também é possível adquirir medidas absolutas por gravímetros absolutos, que utilizam uma massa de prova dentro de um tubo no qual quase todo o ar é retirado, formando um vácuo. A massa de prova, neste caso, sofre queda-livre. Nos gravímetros absolutos modernos, a posição é medida com um interferômetro a laser e o tempo é medido com um relógio atômico. Esses gravímetros fornecem precisão de até 0,002 mGal e costumam ser bem mais caros do que os relativos.
O Observatório Nacional oferece suporte instrumental (Gravímetros e Sismógrafos) e de pessoal à projetos de pesquisa e desenvolvimento no âmbito da Rede de Estudos Geotectônicos e demais projetos julgados de interesse.

## Interpretação de dados
Em um levantamento gravimétrico, após as correções, o produto final é um mapa de linhas isopotencias denominado Mapa de Gravidade Bouguer, o qual é utilizado como base para todas as interpretações seguintes, por exemplo, determinar a tendência regional, identificar algum efeito local e constatar anomalias positivas ou negativas locais. Para efetuar a análise, tem-se duas técnicas mais antigas que podem ser empregadas até hoje, a gráfica que consiste em fazer uma análise visual sob o Mapa de Gravidade Bouguer e procurar tendências regionais e anomalias. Essa foi muito empregada antes da evolução dos computadores e softwares, desse modo, hoje em dia é pouco utilizada. A outra técnica é chamada de Técnica da Derivada Segunda que matematicamente fornece pontos de máximos e mínimos de gravidade, ou seja, pode-se tirar o efeito regional para visualizar apenas o local com todas suas anomalias evidenciadas. Ademais, existem diversos outros métodos para interpretar dados, muitos associados a softwares que entregam resultados de maneira mais rápida.
Uma anomalia identificada pelas técnicas pode ser explicada por diversos modelos geológicos, desse modo, a gravimetria é uma ferramenta geofísica utilizada para complementar a interpretação geológica, ou seja, é necessário um bom conhecimento sobre a geologia local para a gravimetria ser efetiva.